# Berker Wiesen
Koordinaten: 50° 22′ 39″ N, 6° 28′ 21″ O

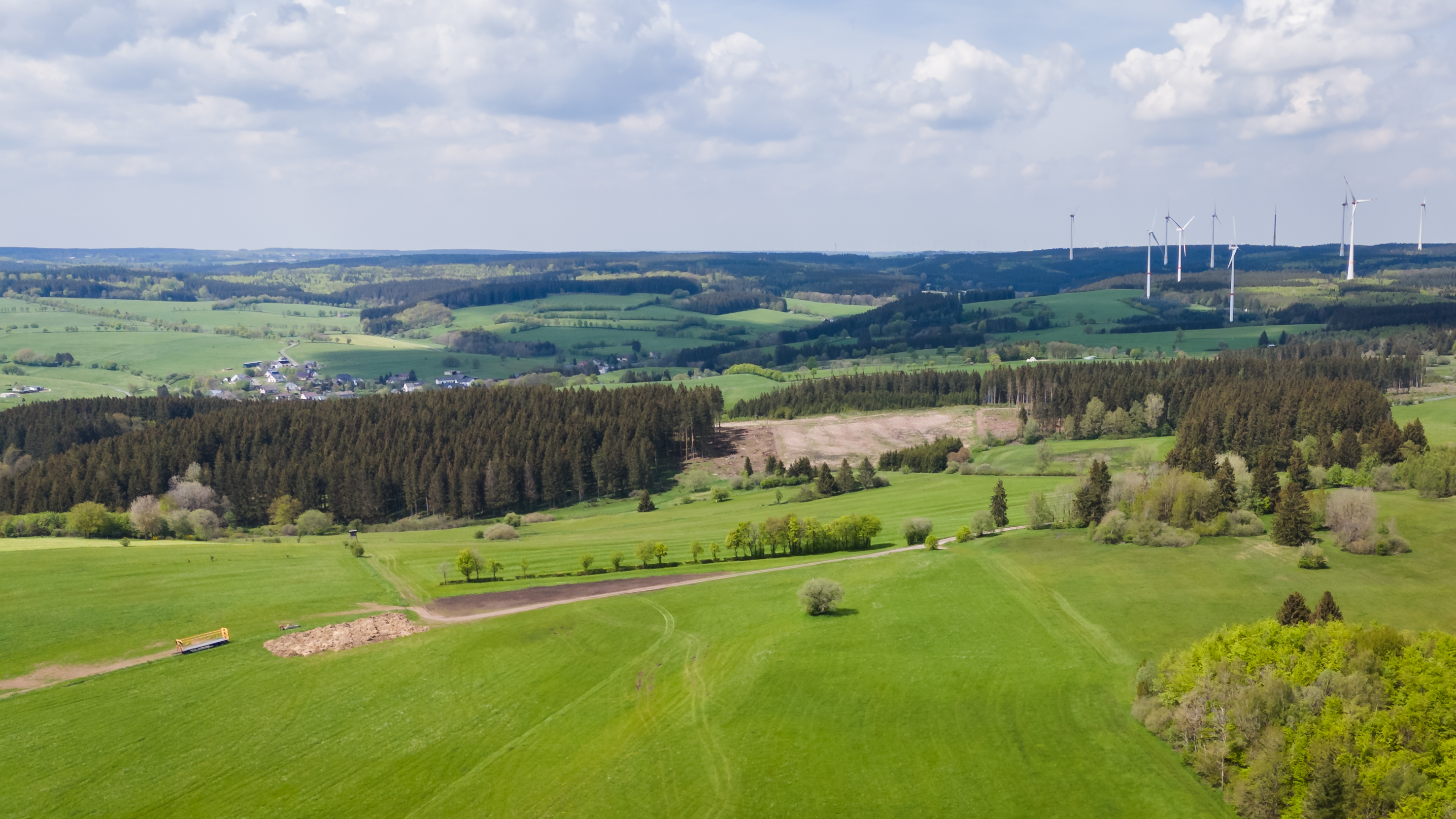
Berker Wiesen (2024)

Das Naturschutzgebiet Berker Wiesen liegt auf dem Gebiet der Gemeinde Dahlem im Kreis Euskirchen in Nordrhein-Westfalen.
Das aus vier Teilflächen bestehende Gebiet erstreckt sich südwestlich des Kernortes Dahlem und südöstlich des Dahlemer Ortsteils Berk. Durch den nordöstlichen Bereich des Gebietes verläuft die Kreisstraße K 63 und westlich die Landesstraße L 17. Südlich erstreckt sich das etwa 16,3 ha große Naturschutzgebiet Ohmbach.

## Bedeutung
Das etwa 43,4 ha große Gebiet wurde im Jahr 2001 unter der Schlüsselnummer EU-073 unter Naturschutz gestellt. Schutzziele sind
- der Erhalt und die Optimierung der Reste eines landschaftstypischen Biotopkomplexes aus Feuchtheiden, Borstgrasrasen, Magerwiesen- und -weiden mit ihren landesweit bedeutenden Artvorkommen,
- die Wiederherstellung der Feuchtheiden in nassen Fichtenaufforstungen und
- die Erhaltung und Optimierung des naturnahen Bachauen-Feuchtwiesen-Komplexes mit dem angrenzenden Magergrünland.[2]